# Мусульмани
Мусульмани, (віддані вірі), магометани (застаріле) — послідовники ісламу, одної з трьох світових релігій. Загальна назва вірян, що закріпилася за членами спільноти Мухаммада ще до хіджри.

## Етимологія
Походить від араб. مسلم‎‎, латиніз. muslim — «віддані ісламу», у жіночому роді араб. مسلمة‎‎, трансліт. muslima, пов'язане з áslama — «підкорений, відданий»; до української мови прийшло через посередництво тюркських і перської мов (тат. мусульман, тур. müslüman, перс. muslimān «відданий ісламу»)
Етимологія застарілих назв, що поширені в авраамічних релігіях, агаряни чи ізмаїлтяни  зводиться до легенди, що всі мусульмани є нащадками Агарі та сина її Ізмаїла.
- Докладніше: Агар (наложниця Авраама)
- Докладніше: Ізмаїл — син Авраама

## Основні особливості мусульманства (ісламу)
Докладніше: Іслам

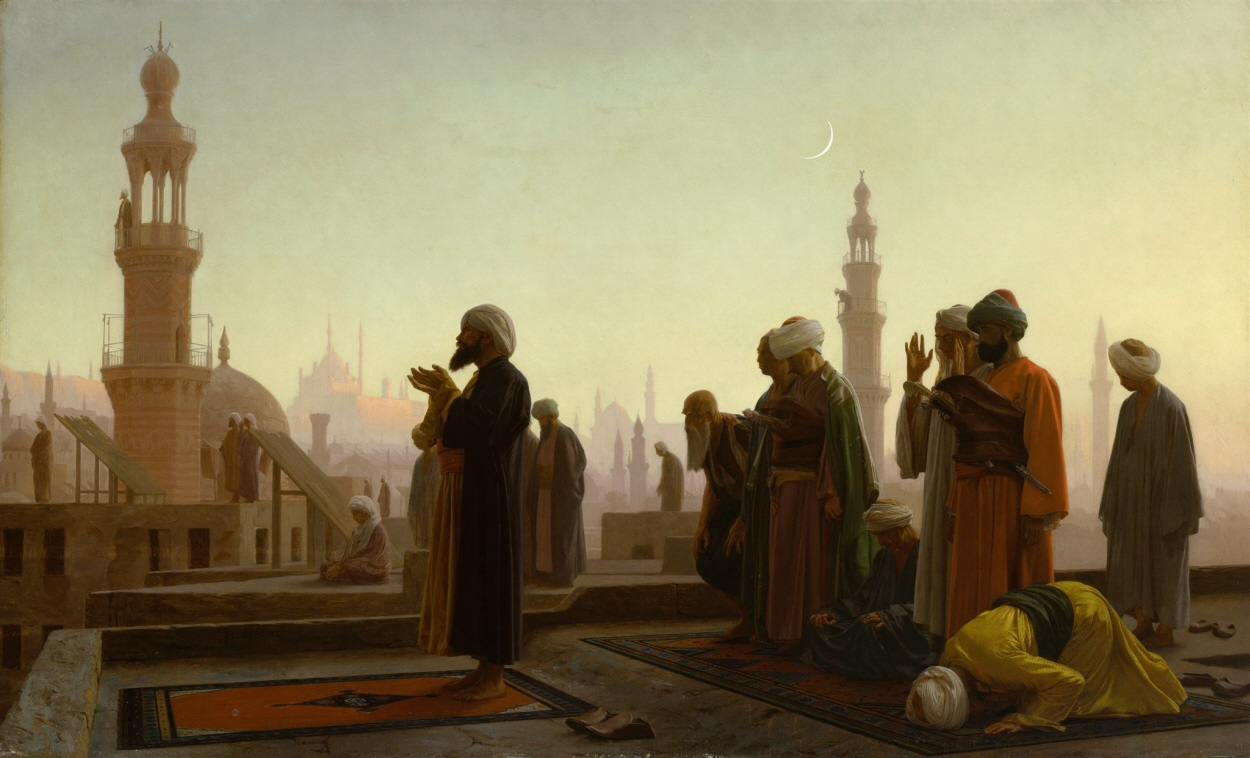
Мусульмани

Іслам є однією з трьох світових релігій (поруч з християнством і буддизмом). Виник у VII ст. у західній частині Аравійського півострова. Мусульманство зазнало суттєвого впливу з боку двох релігій — християнства та юдаїзму, від яких нова релігія прийняла низку догматичних та обрядових положень. Водночас, сформувавшись за умов менш розвинутого суспільства, іслам за своєю догматикою і ритуалом набагато простіший і доступніший для простих людей. Нескладні й етичні норми ісламу. На відміну від юдаїзму та християнства у ньому відсутні моральні норми, які складно виконувати.

Стати мусульманином досить просто, для цього необхідно щиро промовити ісламське визнання віри (шагаду) арабською, або будь-якою іншою мовою (українською мовою вона звучить так — [Засвідчую, що] нема Бога крім Бога (Аллаха), і [засвідчую, що] Мухаммед посланець Його).

Мусульманство розпалося на низку напрямів. Основним, ортодоксальним напрямом у ісламі є сунізм (у ньому існують чотири релігійно-правові школи — мазгаби). Вважається, що сунізму дотримується 90 % мусульман. Інший важливий напрямок мусульманства — шиїзм, що у свою чергу розпався на низку груп: 1. Імамітські — імаміти, шейхіти, езеліти. 2. Ісмаїлітські — нізарити, мусталіти, алавіти, друзи. 3. Зейдитські — зейдити, ноктавіти.

Священна книга мусульман — Коран, вшановується прихильниками всіх напрямів, усіх мусульманських течій. Вона є основою мусульманського законодавства, як релігійного, так і цивільного. За мусульманською традицією Коран був переданий Аллахом останньому і головному ісламському пророкові Мухаммаду архангелом Джабраїлом.

Деякі течії ісламу (друзи, бахаїти, «крайні» шиїти, ахмадія) так далеко відійшли від загальноприйнятих основ релігії, що не трактуються як мусульмани більшістю ісламської спільноти

## Поширення мусульманства у світі

Поширення ісламу у світі
суніти
шиїти
ібадити

На сьогодні вважається, що мусульмани становлять 19 % населення планети і кількісно є другими після християн. Існує тенденція до збільшення відсотка мусульман у структурі населення світу — в мусульманських країнах народжуваність традиційно висока, їх населення постійно збільшується. Також триває процес ісламізації негритянської Африки та Південно-Східної Азії

## МусульманиУкраїни

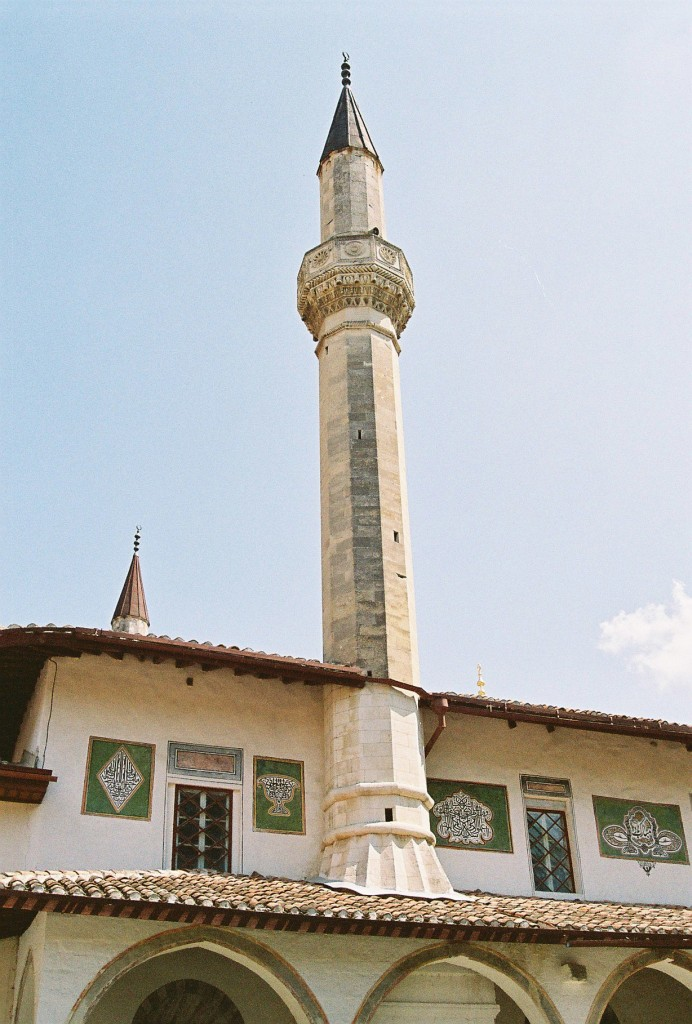
Мечеть Біюк Хан Джамі в Бахчисараї

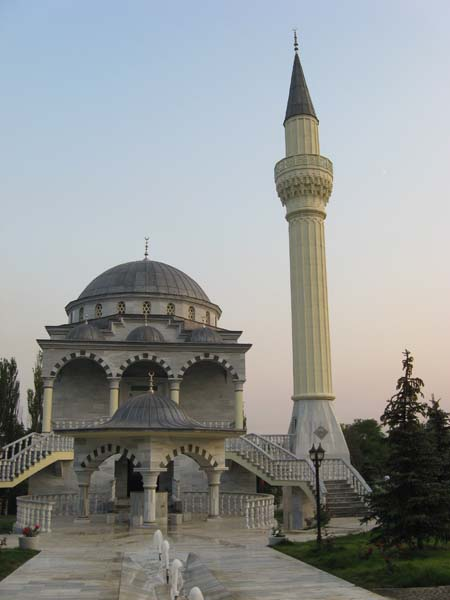
Маріупольська мечеть

Поширення ісламу на українських землях — це закономірний процес, обумовлений розміщенням України на рубежі великих цивілізацій — мусульманської і християнської, а також складним етнічним складом її населення, частина якого сповідує іслам.
 Іслам на теренах України нараховує більш ніж тисячолітню історію. Існує стародавня легенда про те, що іслам на території України, а саме — на Кримському півострові, поширювався ще сподвижниками Пророка Мухаммада Газі Мансуром і Маликом Аштером, котрі відвідали цей регіон ще в VII столітті від Різдва Христова. Достеменно відомо, що вже у VIII ст. на території сучасної України проживали аланські племена, які ховали своїх померлих за мусульманським звичаєм.
 Водночас неможливо однозначно вказати дати розповсюдження ісламу в Україні. Ісламізація частини населення України у загальноісторичній перспективі виглядає як поступовий, поволі наростаючий процес. У Х-ХІ ст. Київську Русь часто відвідували арабські купці, історики та географи. Завдяки працям ібн Йакуба, аль-Масуді, ібн Фадлана, Міскавайга, ібн Хордадбега, аль-Ідрісі до нас дійшло чимало відомостей про стародавніх слов'ян, їхній побут, релігію, державний устрій та культуру загалом.

Відома легенда про «вибір вір» Володимиром слугує доказом, що вже в цей час русини (нині українці) були знайомі з ісламом та його особливостями.

Чималу роль у становленні ісламу в Україні-Руси відіграла й Золота Орда. Верхівка цього потужного державного утворення прийняла іслам у 20-30 роках XIV ст. Саме з Ордою пов'язано чимало державотворчих процесів на Кримському півострові, які в підсумку завершилися створенням високорозвиненої мусульманської держави — Кримського Ханства (1441 р.), що проіснувало до 1783 року. Із татарського середовища походить і перше мусульманське населення Західної України, яке з кінця XIV ст. розселилося на теренах Великого князівства Литовського, зокрема й на Волині та Галичині. Наприклад, у XIV ст. татари вже проживали у Львові, маючи там чималу громаду та навіть мечеть. У місті Лева було й чимало інших мусульманських народів — арабів, персів, турків. Згодом татарсько-мусульманські колонії з'являються також у володіннях Василя-Костянтина Острозького (1523—1608 рр.) — в Острозі, Полонному, Старокостянтинові та інших містах. До прикладу, із середовища західноукраїнських татар походив видатний сходознавець та україніст Агатангел Кримський (1871—1942 рр.).

Після завоювання Кримського Ханства Російською імперією наприкінці XVIII ст. з'явилася спеціальна адміністративна інституція — Таврійське магометанське духовне правління, що мало забезпечити контроль над численним мусульманським населенням.

У порівнянні з процесом ісламізації Середньої Азії, Закавказзя і Північного Кавказу поширення ісламу в Україні мало дещо інший характер стосовно місцевих етносів. Тут іслам відіграв значну роль як фактор етнічного самозбереження кримськотатарського і булгарського (волзькі татари) народів. Наприклад, у 1266 р. після низки набігів татаро-монголів, які незадовго до того прийняли іслам, оселяються в Криму, змішуються з місцевим населенням (здебільшого кипчаками). Хан Оран-Тимур стає володарем Кримського Юрту.

Історично існували два основних шляхи просування ісламу в Україну: східний (Булгарстан, Північний Кавказ) та південний (Крим і Туреччина).
В XIV ст. Кілька шляхетних татарських сімей із Золотої Орди стають на військову службу до великих князів Литовських, отримують землю та формують татарські громади на території сучасних України, Білорусі, Польщі, Росії.

У другій половині XIX ст. — 30-х рр. XX ст. під час промислового освоєння Донбасу значна кількість робочої сили завозиться з російського Поволжя — головним чином татари з Пензенської губернії. Татарські слобідки виникають у великих містах України, зокрема в Києві.

Формально широкі права сповідники ісламу отримали на початку 20-х років XX ст., але згодом ці процеси почали швидко згортатись. Репресивні заходи з боку радянської влади завершилися трагічними подіями депортації в 1944 році.
До кінця 80-х років минулого століття іслам в Україні був цілком підпільним явищем. Лише у зв'язку із проголошенням незалежності мусульмани України знову отримали широку свободу для релігійної активності.

Нині іслам розповсюджений на всій території України, а не лише у місцях компактного проживання мусульман. Мусульмани України не мають єдиного координаційного центру, на сьогодні офіційно діють п'ять зареєстрованих центрів: Духовне Управління мусульман Криму (ДУМК), Духовне управління мусульман України (ДУМУ), Духовний Центр мусульман України (ДЦМУ), Релігійне управління незалежних мусульманських громад України «Київський муфтіят» та Духовне Управління мусульман України «Умма».

Наявність такої кількості духовних центрів обумовлена етнічним складом останніх, адже їх можна охарактеризувати так: ДУМК — кримські татари, ДУМУ — кавказці (дагестанці, чеченці тощо), кримські та поволзькі татари, пакистанці, афганці, араби (ліванці, тунісці тощо), етнічні росіяни та українці, ДЦМУ — поволзькі татари, «Київський муфтіят» — казанські та поволзькі татари, ДУМУ «УММА» — араби (палестинці, йорданці тощо), узбеки та етнічні українці й росіяни. Українські мусульмани об'єднані у 1135 зареєстрованих та незареєстрованих релігійних громад у різних областях країни. Це здебільшого суніти ханіфітського напряму. Слід зазначити, що чисельність мусульман в Україні є об'єктом певних маніпуляцій, оскільки точні підрахунки не проводилися, а тому навіть в науковій літературі можна зустріти цифри від 90 тисяч до 2 млн осіб.

Окрім перерахованих вище мусульманських духовних центрів, ще існує значна кількість громадських організацій, які несуть іслам в українське суспільство. Серед цих організацій є студентські об'єднання, земляцтва та громадські організації, найбільшою з останніх є Всеукраїнська асоціація громадських організацій «Альраід».

Тож, мусульманська спільнота в Україні розвивається, але існує низка проблем серед яких слід назвати відсутність узгодженості між існуючими духовними осередками; проблеми із забезпеченням мусульманських громад культовими спорудами і висококваліфікованими кадрами священнослужителів; відсутність окремих цвинтарів, лікарень, санаторіїв, роздільних шкіл, або класів для дівчат та хлопчиків. Великою проблемою є питання мови під час мусульманської проповіді, молитви, читанню Корану.
Також гостро стоїть питання релігійних переконань (акида) сучасних мусульман: вони не завжди відповідають ісламським нормам, широких знань про іслам немає у багатьох мусульман.
Окремо слід відзначити відсутність в Україні умов для дотримання мусульманами норм Шаріату (ібадату). Це стосується відсутності можливості робити молитву (салят), носити хіджаб, відвідувати мечеть щоп'ятниці (джума). Також святкові дні часто випадають на робочі дні, тому ускладнюється відвідання мечеті. Мусульманам Криму в даному випадку простіше — за рішенням Верховної Ради Криму від 26 березня 1993 року «Про встановлення святкових днів для громадян Республіки Крим, що сповідують іслам» і статтею 73 Кодексу Законів про працю України, перший і останній дні свята Ід аль-Фітр (Ураза-Байрам) є неробочими днями для мешканців Криму мусульманського віросповідання.
Наступна проблема полягає в тому, що на більшій частині України не розвинена халяль-промисловість, тому віряни не можуть купити продукцію, яка б відповідала нормам Шаріату. Проте слід відзначити, що нині ця проблема починає вирішуватись, адже компанія «Наша ряба» налагодила виробництво халяльної курятини.
Проблем значно більше, кожна з яких може бути окремою темою.